# Aubessagne
Aubessagne es una comuna nueva francesa situada en el departamento de Altos Alpes, de la región de Provenza-Alpes-Costa Azul.

## Historia
Fue creada el 1 de enero de 2018, en aplicación de una resolución del prefecto de Altos Alpes de 23 de noviembre de 2017 con la unión de las comunas de Chauffayer, Les Costes y Saint-Eusèbe-en-Champsaur, pasando a estar el ayuntamiento en la antigua comuna de Chauffayer.

## Demografía
| Gráfica de evolución demográfica de Aubessagne entre 1800 y 2015 |
|                                                                  |

Los datos entre 1800 y 2015 son el resultado de sumar los parciales de las tres comunas que forman la nueva comuna de Aubessagne, cuyos datos se han cogido de 1800 a 1999, para las comunas de Chauffayer, Les Costes y Saint-Eusèbe-en-Champsaur de la página francesa EHESS/Cassini. Los demás datos se han cogido de la página del INSEE.

## Composición
| Comuna delegada           | Código INSEE | Población (2015) | Superficie (km²) | Densidad (hab./km²) |
| ------------------------- | ------------ | ---------------- | ---------------- | ------------------- |
| Chauffayer                | 05039        | 383              | 10.90            | 35                  |
| Les Costes                | 05043        | 178              | 8.78             | 20                  |
| Saint-Eusèbe-en-Champsaur | 05141        | 150              | 7.83             | 19                  |